# مكتب كويكر لدى الأمم المتحدة
مكتب كويكر لدى الأمم المتحدة هو منظمة غير حكومية تمثل جمعية الأصدقاء الدينية (كويكرز) في الأمم المتحدة في جنيف ومدينة نيويورك. الهيئات الأم للمكتب هي لجنة الأصدقاء العالمية للاستشارات ولجنة خدمة الأصدقاء الأمريكية ومجلس خدمات الأصدقاء. تتمتع لجنة الأصدقاء العالمية للاستشارات بوضع استشاري لدى المجلس الاقتصادي والاجتماعي للأمم المتحدة،  ويعمل مكتبا كويكر للأمم المتحدة في نيويورك وجنيف نيابة عن الأصدقاء في جميع أنحاء العالم من خلال هذا الوضع. تعمل المكاتب بشكل وثيق في قضايا حقوق الإنسان واللاجئين، والسلام ونزع السلاح، والآثار البشرية لتغير المناخ، وكذلك بناء السلام ومنع النزاعات العنيفة. 
في يونيو 2013، تم إدراج أندرو توملينسون وجوناثان وولي، مديري مكاتب نيويورك وجنيف، بشكل مشترك من ضمن أكثر 100 فاعل عالمي تأثيرًا في الحد من العنف المسلح. 
ومن بين المديرين السابقين للمكاتب: ديفيد أتوود  وسيدني بيلي  وستيفن كوليت  وفيليب ولويس جيسوب.

## روابط خارجية
- الموقع الرسمي